# Филадельфия Квакерз
«Фильдельфия Квакерз» (англ. Philadelphia Quakers) — бывшая профессиональная хоккейная команда, выступавшая в Национальной хоккейной лиге. Клуб «Питтсбург Пайрэтс» переехал в Филадельфию, Пенсильвания перед сезоном 1930/31 и сменил название на «Фильдельфия Квакерз». На новом месте команда отыграла год, после чего прекратила своё существование. По окончании сезона «Квакерз» и «Оттава Сенаторс» объявили, что они не подпишут новый договор на сезон 1931/32. Таким образом в Филадельфии не было клуба НХЛ до 1967 года, когда в городе были основаны «Флайерз».

## Статистика выступлений
|                     | GP | W  | L  | T | GF  | GA  | PTS |
| ------------------- | -- | -- | -- | - | --- | --- | --- |
| Бостон Брюинз       | 44 | 28 | 10 | 6 | 143 | 90  | 62  |
| Чикаго Блэк Хокс    | 44 | 24 | 17 | 3 | 108 | 78  | 51  |
| Нью-Йорк Рейнджерс  | 44 | 19 | 16 | 9 | 106 | 87  | 47  |
| Детройт Фэлконс     | 44 | 16 | 21 | 7 | 102 | 105 | 39  |
| Филадельфия Квакерз | 44 | 4  | 36 | 4 | 76  | 184 | 12  |

Note: GP = Сыграно игр, W = Победы, L = Поражения, T = Ничьи, Pts = Очки, GF = Забито головr, GA = Пропущенно голов

Команды, прошедшие в плей-офф подсвечены жирным.